# 日向灘地震

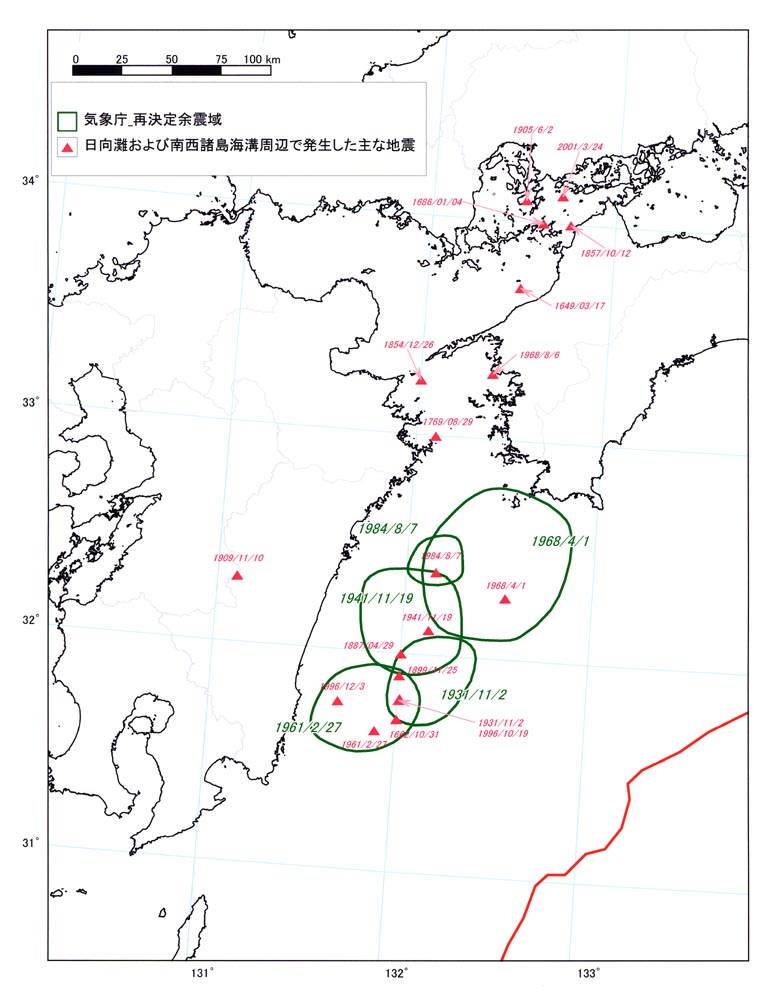
主な地震の震源と1931,1941,1961,1968,1984年のMj7クラスの震源域（(地震調査委員会 2004)(図6-1) による）

日向灘地震（ひゅうがなだじしん）とは、日向灘を震央として起きる地震である。日向地震（ひゅうがじしん）とも呼称される。この地域は沈み込み帯である南海トラフの西端に位置し、海溝型地震や海洋プレート内地震が起こる。1919年以降の精度の良いデータによると、マグニチュード(M)7.0から7.5程度の地震が20年に一度程度の割合で発生している。

## 概要

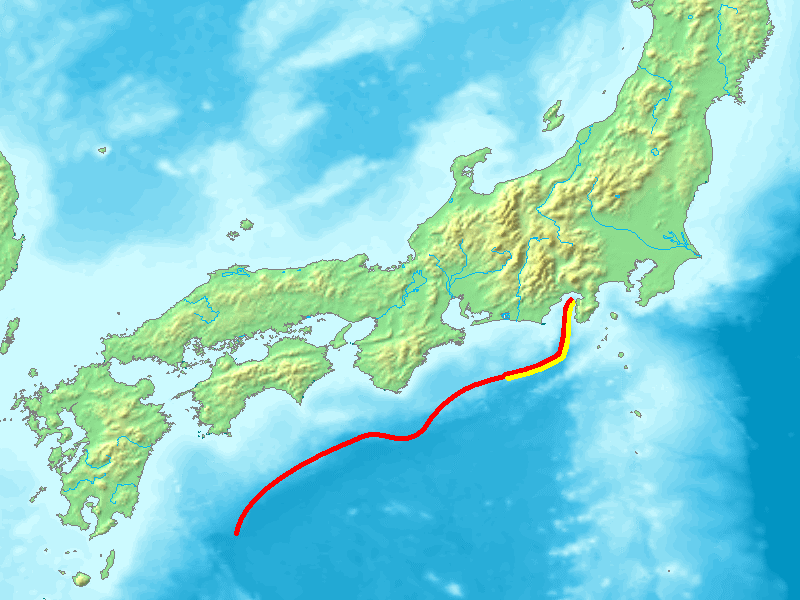
赤線が南海トラフ。日向灘地震の震源域はその西端部分から西側の海域一帯である。

この海域は、他の南海トラフの海域と同様に陸側のプレートの下に海洋プレートであるフィリピン海プレートが潜り込む運動を継続している沈み込み帯。平均的な方向として、陸側のプレートが海洋プレートに対して相対的に東南東にずれ動くプレート間地震が起きている。
宮崎県沖から大分県南東沖にあたる日向灘の海域では大地震が何度も発生していて、M7を超える地震が17世紀以降に8回、1919年から2021年の間では5回発生している。知られている過去最大の地震は1662年の地震 (M7.6)（外所地震の呼称もある）。M8.0程度の巨大地震の発生は知られていないが、1662年の地震 (M7.6)が巨大地震だった可能性を唱える説もある。なお、この領域で同じ震源域で繰り返し発生するタイプの地震は知られておらず、日本政府の地震調査研究推進本部地震調査委員会は、日向灘の地下の領域内のどこかで（ランダム的に）起こる地震とみなして確率評価を行った。過去の発生履歴の精査と将来の発生確率の算出を行う地震調査委員会による長期評価は、2004年に初版が公表され、2022年に改訂した第二版が公表されている。
地震調査委員会の2022年の長期評価（以下、「2022年長期評価」と略記）では、日向灘の地震を規模により2つのタイプに分け、M8.0程度の巨大地震と、M7.0 - 7.5程度のひとまわり小さい地震について発生確率を発表している。2タイプはともに、陸側のプレートとフィリピン海プレートの境界面で起こる低角逆断層（衝上断層）型のプレート間地震（海溝型地震）だけではなく、海洋プレート内地震も包含した確率評価である。その理由は、この領域は震源決定の精度が高くなく、地震観測網が密ではなかった時期の地震はプレート間地震かプレート内地震かの特定が難しいことによる。
日向灘の大地震が発生した場合、揺れによる被害は主に宮崎県、大分県、鹿児島県東部や熊本県東部、高知県西部などで生じ、震源域が浅い場合の津波の被害は宮崎県、大分県、鹿児島県、高知県などに広がることが予想されている。

## 発生間隔・確率評価
| 領域   | 評価対象地震                 | 様式                                | 規模 (M)      | 2022年1月1日時点   |
| 領域   | 評価対象地震                 | 様式                                | 規模 (M)      | 30年以内の発生確率 |
| 日向灘 | 日向灘の巨大地震             | プレート間地震 およびプレート内地震 | 8.0程度       | 不明               |
| 日向灘 | 日向灘のひとまわり小さい地震 | プレート間地震 およびプレート内地震 | 7.0 - 7.5程度 | 80%程度            |

上の評価における「日向灘」の領域は、南海トラフのうち都井岬沖から足摺岬沖に設定されており、南海トラフ地震の長期評価（2013年）における領域（Z領域、日向海盆）と同じものとなっている。都井岬・足摺岬は海岸線が南に突き出しており、震源域の境となりやすい。また日向灘の南海トラフは琉球海溝に繋がっているが、その境界付近では九州・パラオ海嶺の沈み込みによりフィリピン海プレートの地殻の厚さに大きな変化がみられ、プレートの構造変化が示唆されるとの報告がある。これらが境界設定の理由となっている。震源域の深度は0 - 約60kmとされた。改訂前の地震調査委員会の2004年の長期評価（以下、「2004年長期評価」と略記）では、南東側の沖、南海トラフの海溝軸に近い幅50km程度は領域から除かれていた。
2004年長期評価では、日向灘の地震をマグニチュード (M) 7.6前後の地震と、M7.0 - 7.2程度の地震の2タイプに分け、ともに深さ10 - 40km付近のプレート間地震（海溝型地震）として想定を行っていた。改訂された2022年長期評価では、過去最大である1662年の地震 (M7.6)がM8程度の巨大地震である可能性を鑑みて、このクラスの地震をひとつのタイプとして追加した。一方、他地域の海域地震の評価を参考にしてM7クラス前半のものは統合して評価することに変更し、前回の2タイプを1つに合わせた。また、震源決定精度などに起因する発生様式特定の難しさ（先述）を考慮して、発生様式に海洋プレート内地震も加えた。これにより、2004年長期評価では海洋プレート内地震の可能性がある1984年の地震 (M7.1)を含めるか否かを考慮して発生確率も幅のある値となっていたものが、1984年の地震 (M7.1)も明確にカウントに含めることになり幅がなくなっている。
| 領域 | 評価対象地震             | 様式           | 規模 (M) | 2004年2月27日時点  |
| 領域 | 評価対象地震             | 様式           | 規模 (M) | 30年以内の発生確率 |
| 日向灘 |                          | プレート間地震 | 7.6前後  | 10%程度            |
| 日向灘 | （ひとまわり小さいもの） | プレート間地震 | 7.1前後  | 70 - 80%           |
| 注:改訂後の2022年長期評価では、上記2タイプの地震を合わせる形で 「日向灘のひとまわり小さい地震」（M7.0 - 7.5程度）へと変更されている。 |                          |                |          |                    |

2022年長期評価では、1919年から2021年の間に発生した1931年 (M7.1)、1941年 (M7.2)、1961年 (M7.0)、1968年 (M7.5)、1984年 (M7.1)の5回の地震を基に算定し、「日向灘のひとまわり小さい地震」（M7.0 - 7.5程度）は20.6年に1回の頻度で起こると推定した。また、1662年の地震 (M7.6)が巨大地震だった可能性も考慮しつつ、1600年以降に日向灘のみを震源域とするM8クラスの巨大地震の発生は知られていないことから、「日向灘の巨大地震」（8.0程度）の発生頻度は不明と推定した。
改訂前の2004年長期評価では、M7.6前後のものは約200年間隔で発生すると推定し、17世紀以降では1662年 (M7.6)と1968年 (M7.5)の2回が該当するとみなしていた。また、M7.0 - 7.2程度のものは約20 - 27年間隔で発生すると推定し、1923年以降は1931年 (M7.1)、1941年 (M7.2)、1961年 (M7.0)の3回、ないし1984年 (M7.1)を含めて4回が該当するとみなしていた。
南海トラフの地震では、2011年東北地方太平洋沖地震（東日本大震災）の発生後、連動型地震などの知見を取り入れて見直した評価が2013年に発表されている。この評価では、有史最大規模の南海トラフ巨大地震である1707年宝永地震について、九州東部の津波が高いことから日向灘も震源域となった可能性もあるとされたが、確定には至っていない。

## 被害地震年表
日向灘付近を震央とする地震のうち、死者が報告されている被害地震、M7.0以上の地震、および最大震度5（5弱）以上の地震を示す。
- 地震調査委員会（2022年） [21]が評価の参考とした「日向灘のひとまわり小さい地震」8回については震央地名を太字、またM7.5以上と推定されるものはその値を太字とした。
- 出典：特に注記がないものは、1922年以前は日本地震学会[22]、1923年以降は気象庁[23]による。モーメントマグニチュードは特に注記がなければアメリカ地質調査所による[24]。注記しているが、震源要素の一部は宇津[25]、被害については日本地震学会、地震調査委員会（2004年）[26]も参考とした。
- 地震発生年月日の欄の月日は全て日本標準時のグレゴリオ暦に基づく。

| 地震発生年月日                   | 震央地名           | 座標                                                  | 深さ (km) | 規模 (M)            | 最大 震度 | 概要 |
| -------------------------------- | ------------------ | ----------------------------------------------------- | --------- | ------------------- | --------- | --- |
| 1498年7月9日（明応7年6月11日）   | 豊後水道           | 北緯33度00分 東経132度15分 / 北緯33.0度 東経132.25度  |           | 7.0 - 7.5           |           | 山崩れ、地割れ、泥噴出などがあり、民家の被害が多数、死者も多数出たとする伝承がある。同日の畿内で記録された地震や、上海における津波又はセイシュ記録から、南海地震との説もあるほか、記録が信頼性の低い軍記物に依るため本地震を日向灘地震とすることに疑義も出されている。日向灘地震 (1498年)も参照。                                                    |
| 1662年10月31日（寛文2年9月20日） | 日向灘             | 北緯31度42分 東経132度00分 / 北緯31.7度 東経132.0度   |           | 7.6 - 7.9           |           | 日向や大隅で死傷者多数。城や家屋の破損、山崩れが発生した。津波があり、沿岸7か村の田畑計8,500石が水没するなどした。羽鳥 (1985)によれば津波の高さは宮崎で4 - 5mと推定され、日向灘では記録史上最大級のものであったとされる。外所地震（とんところじしん）とも呼ばれる。                                                                                  |
| 1769年8月29日（明和6年7月28日）  | （豊後水道）       | 北緯33度00分 東経132度06分 / 北緯33度 東経132.1度     |           | 7.8前後（異説あり） |           | 日向・豊後・肥後で被害があった。延岡城や大分城での被害、寺社や町屋の損壊などが報告されている。田の水没や水難による死者が出た。被害をもとに、宮崎で震度6程度、津波が最大2 - 2.5m、地震の規模はM7.8前後などと推定されている。しかし、2日後の水害による被害と混同されているおそれがあり、松浦ほか (2003)はM7.2、神田・武村 (2013)はM7.4と評価している。 |
| 1844年6月24日 (弘化元年5月9日)   | 日向灘?            |                                                       |           |                     |           | 昼前（11～12時）頃に地震があり、九州・広島・愛媛で有感。日向で蔵や長屋が損傷する被害が生じた。その後、昼後 (14時～16時）頃にも大きな地震があった。津波なし。 |
| 1899年（明治32年）11月25日       | 日向灘             | 北緯31度54分 東経132度00分 / 北緯31.9度 東経132.0度   | 浅い      | 7.1                 |           | 宮崎県・大分県で、家屋の破損や土蔵の倒壊などの被害があった。 |
| 1899年（明治32年）11月25日       | 日向灘             | 北緯32度42分 東経132度18分 / 北緯32.7度 東経132.3度   | 浅い      | 6.9                 |           | 同上 |
| 1909年（明治42年）11月10日       | （宮崎県西部）     | 北緯32度18分 東経131度06分 / 北緯32.3度 東経131.1度   | 約150     | 7.3 - 7.6           |           | プレート内で起こるやや深発地震であり、日向灘地震ではない。大分県・宮崎県・熊本県・鹿児島県・高知県・広島県・岡山県で被害があり、宮崎市付近で被害が大きかった。 |
| 1923年（大正12年）7月13日        | （九州地方南東沖） | 北緯30度52分 東経132度00分 / 北緯30.87度 東経132.00度 | 44        | Mj 7.3, Mw 7.4      | 4         | 宮崎市、鹿児島市で震度4を観測。震央は地震調査委員会の評価領域の南端付近。震央を種子島付近（南西諸島近海地震の領域）とする文献もある。死者・負傷者なし。 |
| 1929年（昭和4年）5月22日         | 日向灘             | 北緯31度45分 東経131度53分 / 北緯31.75度 東経131.89度 | 59        | Mj 6.9, Mw 6.9      | 5         | 宮崎市、人吉市で震度5を観測。津波があったが被害記録はない。 |
| 1931年（昭和6年）11月2日         | 日向灘             | 北緯31度47分 東経132度00分 / 北緯31.79度 東経132.00度 | 28        | Mj 7.1, Mw 7.9      | 5         | 宮崎市、都城市などで震度5を観測。死者1名、負傷者29名。宮崎県・鹿児島県で家屋全壊がそれぞれ4棟・1棟、室戸岬で85cmの津波。 |
| 1939年（昭和13年）3月20日        | 日向灘             | 北緯32度05分 東経131度45分 / 北緯32.08度 東経131.75度 | 57        | Mj 6.5, Mw 6.7      | 4         | 宮崎市、熊本市などで震度4を観測。津波があった。死者1名、負傷者1名。 |
| 1941年（昭和16年）11月19日       | 日向灘             | 北緯32度07分 東経132度08分 / 北緯32.12度 東経132.13度 | 33        | Mj 7.2, Mw 8.0      | 5         | 宮崎市、延岡市などで震度5を観測。死者2名、負傷者18名。家屋全壊は27棟で、大分県・宮崎県・熊本県で被害があり、九州・四国で最大波高1mの津波があった。 |
| 1961年（昭和36年）2月27日        | 日向灘             | 北緯31度39分 東経131度53分 / 北緯31.65度 東経131.89度 | 37        | Mj 7.0, Mw 7.5      | 5         | 宮崎市、日南市、都城市で震度5を観測。死者2名、負傷者7名。家屋全壊3棟、九州から中部にかけて最大50cmの津波。約5ヵ月後の7月18日に、種子島南東沖を震央とするMj 6.6, Mw 7.0・最大震度4の地震が発生している。 |
| 1968年（昭和43年）4月1日         | 日向灘             | 北緯32度17分 東経132度32分 / 北緯32.28度 東経132.53度 | 30        | Mj 7.5, Mw 7.5      | 5         | 延岡市、宿毛市で震度5を観測。死者1名、負傷者15名（53名とする資料もある）。住家全壊1棟、半壊2棟、道路損壊18件などで、高知県・愛媛県で被害が多かった。四国で到達高3m以上の津波を観測し、床上浸水56棟、船舶の被害も発生した。マグニチュードの大きさの割に被害が小さかった。                                                                             |
| 1969年（昭和44年）4月21日        | 日向灘             | 北緯32度06分 東経132度09分 / 北緯32.10度 東経132.15度 | 20        | Mj 6.5, Mw 7.0      | 4         | 宮崎県西臼杵郡で落石のため負傷者2名。検潮記録では最大20cm程度の津波が観測されている 。 |
| 1970年（昭和45年）7月26日        | 日向灘             | 北緯32度04分 東経132度02分 / 北緯32.07度 東経132.03度 | 10        | Mj 6.7, Mw 7.0      | 5         | 宮崎市、日南市、都城市で震度5を観測。岬周辺での屈折効果により増幅された津波が、高知県甲浦で最大値の64cm、土佐清水で44cm を観測している。これら津波による被害記録はない。負傷者13名。山崩れ・がけ崩れ4件。 |
| 1984年（昭和59年）8月7日         | 日向灘             | 北緯32度23分 東経132度10分 / 北緯32.38度 東経132.16度 | 33        | Mj 7.1, Mw 6.9      | 4         | 宮崎市、大分市、熊本市、宇和島市などで震度4を観測。負傷者9名。建物の一部損壊319件、津波が発生し、最大で18cm（延岡市）を観測した。発震機構解は正断層型であり、フィリピン海プレート内部で発生した地震である可能性がある。 |
| 1987年（昭和62年）3月18日        | 日向灘             | 北緯31度58分 東経132度04分 / 北緯31.97度 東経132.06度 | 48        | Mj 6.6, Mw 6.7      | 5         | 宮崎市で震度5を観測。津波があったが被害記録はない。死者1名、負傷者6名。建物や道路の被害も報告されている。発震機構解は正断層型。 |
| 1996年（平成8年）10月19日        | 日向灘             | 北緯31度48分 東経132度01分 / 北緯31.80度 東経132.01度 | 34        | Mj 6.9, Mw 6.7      | 5弱       | 宮崎市、鹿屋市で震度5弱を観測。津波があったが被害記録はない。死者・負傷者なし。発震機構解は逆断層型。前日に種子島近海を震央とするMj6.4, Mw 6.6・最大震度4の地震が発生している。 |
| 1996年（平成8年）12月3日         | 日向灘             | 北緯31度46分 東経131度41分 / 北緯31.77度 東経131.68度 | 38        | Mj 6.7, Mw 6.7      | 5弱       | 宮崎市で震度5弱を観測。津波があったが被害記録はない。死者・負傷者なし。発震機構解は逆断層型。 |
| 2019年（令和元年）5月10日        | 日向灘             | 北緯31度48分 東経131度58分 / 北緯31.80度 東経131.97度 | 25        | Mj 6.3, Mw 6.3      | 5弱       | 宮崎市、都城市で震度5弱を観測。津波はなかった。負傷者2名。福岡、熊本、宮崎、鹿児島の各県で長周期地震動階級1が観測された。発震機構は西北西 - 東南東方向に圧力軸を持つ逆断層型。 |
| 2022年（令和4年）1月22日         | 日向灘             | 北緯32度43分 東経132度04分 / 北緯32.72度 東経132.07度 | 45        | Mj 6.6, Mw 6.3      | 5強       | メカニズムは西北西-東南東方向に張力軸を持つ型。大分県の大分市・佐伯市・竹田市、宮崎県の延岡市・高千穂町で最大震度5強を観測したほか、中部地方から九州地方にかけて有感となった。推計震度分布図によれば一部では震度6弱に達したと推定されている。熊本県、大分県、宮崎県では長周期地震動階級2を観測。14人が負傷した。津波はなかった。                     |
| 2024年（令和6年）8月8日          | 日向灘             | 北緯31度44分 東経131度43分 / 北緯31.74度 東経131.72度 | 31        | Mj 7.1, Mw 7.1      | 6弱       | 宮崎県日南市で最大震度6弱を観測。高知県、愛媛県、大分県、宮崎県、鹿児島県に津波注意報が発表され、宮崎港で最大波高50cmを観測した。重軽傷者16名、家屋全壊1棟・半壊2棟。気象庁は、この地震で初めて南海トラフ地震臨時情報（調査中→巨大地震注意）を発表した。                                                                                             |
| 2025年（令和7年）1月13日         | 日向灘             | 北緯31度48分 東経131度36分 / 北緯31.80度 東経131.60度 | 36        | Mj 6.6, Mw 6.8      | 5弱       | 宮崎県高鍋町、新富町、宮崎市で最大震度5弱を観測したほか、九州から甲信にかけてで震度4から1の揺れを観測した。高知県、宮崎県に津波注意報が発表され、宮崎港と日南市油津で最大20cmの津波を観測した。発震機構は、西北西ー東南東方向に圧力軸を持つ逆断層型。この地震では南海トラフ地震臨時情報（調査中→調査終了）が発表された。                             |

なお、宮崎県や大分県などの沿岸では、日向灘地震だけではなく、南海地震など近傍の海溝型地震に伴う地震動や津波によっても、過去幾度も被害が発生している。1854年安政南海地震 (M8.4)や1946年昭和南海地震 (M8.0)などでは九州でも津波の被害が生じており、1901年奄美大島近海地震 (M7.5)では宮崎県細島で20cm強の潮位変動を観測している。

## 発生と被害の想定、防災
地震調査委員会の2005年の報告では、四国に比較的近い日向灘北部を震源とする1968年の地震 (M7.5)のタイプの場合、高知県沖の島で最大の震度6弱、四国南西端、宮崎市や延岡市など宮崎県沿岸の平野部で震度5強となると推定した。一方、九州に比較的近い宮崎市東方沖が震源と考えられている1662年の地震 (M7.6)のタイプの場合、宮崎県沿岸の平野部で最大の震度6弱、その周囲などで震度5強となり九州では前者よりも強い揺れになると推定した。
宮崎県による2003年の地震被害想定では、地震調査委員会よりも陸地寄りの地域を震源域に設定し、同県沿岸の平野部で最大震度6強、地盤の弱いところでは局地的に震度7となると推定した。また津波は、日向灘南部を震源とする場合、南郷町で5m超、日南市で4.2mをはじめ各地で3 - 2mの波高、宮崎市で20km3、日向市で15km3、延岡市で14km3が冠水する一方、日向灘北部を震源とする場合、新富町で4.9m、日向市で4.2mをはじめ各地で4 - 2mの波高、日向市で24km3、延岡市で19km3、宮崎市で12km3が冠水すると推定した。また被害は最大のケースで、宮崎県内の死者約910人、重傷者約1,800人、長期避難者157,000人、建物被害（全壊・大破）23,000棟、建物焼失16,000棟などと推定した。
この想定に対して宮崎県は、平成18年度（2004年度）の防災計画において、平成27年度（2015年度）までの10年間に想定死者を半減させることを目標として、防災意識啓発、自主防災組織支援、耐震化の推進、津波避難の啓発、全市町での津波ハザードマップの作成などを計画している。
また、鹿児島県による1995-1996年の地震被害想定では、宮崎県よりも地震の規模を大きくM7.8と設定し、同県内では大隅半島や種子島などの地盤の弱いところで震度6弱になると推定した。また被害は同県内で死者約260人、建物大破約3,500棟、建物焼失3棟などと推定した。